# قراءات حول نظرية الأعداد
قراءات حول نظرية الأعداد،(بالألمانية: Vorlesungen über Zahlentheorie)، و(بالإنجليزية: Lectures on Number Theory)، هو كتاب حول نظرية الأعداد، كتبه عالما الرياضيات الألمانيان لوجون دركليه وريتشارد ديدكايند ونُشر عام 1863.